# نادر مرادی
نادر مرادی وزنه‌بردار ملی پوش ایران در بخش معلولین است.
در بازی‌های پارالمپیک تابستانی ۲۰۱۲ لندن انگلستان، در دسته ۶۰- کیلوگرم با حد نصاب ۱۹۶ کیلوگرم قهرمان شد و گردن‌آویز طلا به گردن آویخت.